# Panik i byn (film)
Panik i byn (franska: Panique au village) är en fransk stop-motionanimerad film från 2009 i regi av Stéphane Aubier och Vincent Patar baserat på serie med samma namn från 2000.

## Handling
Cowboy och Indian vill gratulera Häst på sin födelsedag. De beställer en gör-det-själv-grill på internet, men beställningen blir fel och de levererar 50 miljoner stycken.

## Rollista
- Vincent Patar – Cheval
- Stéphane Aubier – Coboy
- Bruce Ellison – Indien
- Jeanne Balibar – madame Longrée
- Nicolas Buysse – får / Jean-Paul
- Véronique Dumont – Janine
- Christine Grulois – ko / elev
- Frédéric Jannin – polis / Gérard / tegelstensleverantör
- Bouli Lanners – brevbärare / Simon / ko
- Christelle Mahy – höna
- Eric Muller – Rocky Gaufres / elev
- Franco Piscopo – björn
- Benoît Poelvoorde – Steven
- Alexandre von Sivers – vetenskapsman

### Svenska röster
- Göran Forsmark, Claes Månsson, Henrik Ståhl, Claudia Galli, Ana Gil de Melo Nascimento, Johan Hedenberg, Dick Eriksson, Ole Ornered, Göran Thorell, Ronny Svensson, Nicolas Debot[6]